# Kondratjew-Zyklus

Kondratjew-Zyklen

Die Kondratjew-Zyklen (ältere Transkription: Kondratieff-Zyklen) beschreiben den Kern einer von dem sowjetischen Wirtschaftswissenschaftler Nikolai Kondratjew entwickelten Theorie zur zyklischen Wirtschaftsentwicklung, die Theorie der Langen Wellen. Ausgangspunkt für die Langen Wellen sind Paradigmenwechsel und die damit verbundenen innovationsinduzierten Investitionen: Es wird massenhaft in neue Techniken investiert und damit ein Aufschwung hervorgerufen. Nachdem sich die Innovation allgemein durchgesetzt hat, verringern sich die damit verbundenen Investitionen drastisch und es kommt zu einem Abschwung. In der Zeit des Abschwungs wird aber schon an einem neuen Paradigma gearbeitet. Ob diese Zyklen tatsächlich existieren und ob ein kausales Verhältnis zu den empirisch nur schwer zu identifizierenden Innovationszyklen besteht, ist umstritten.

## Entwicklung

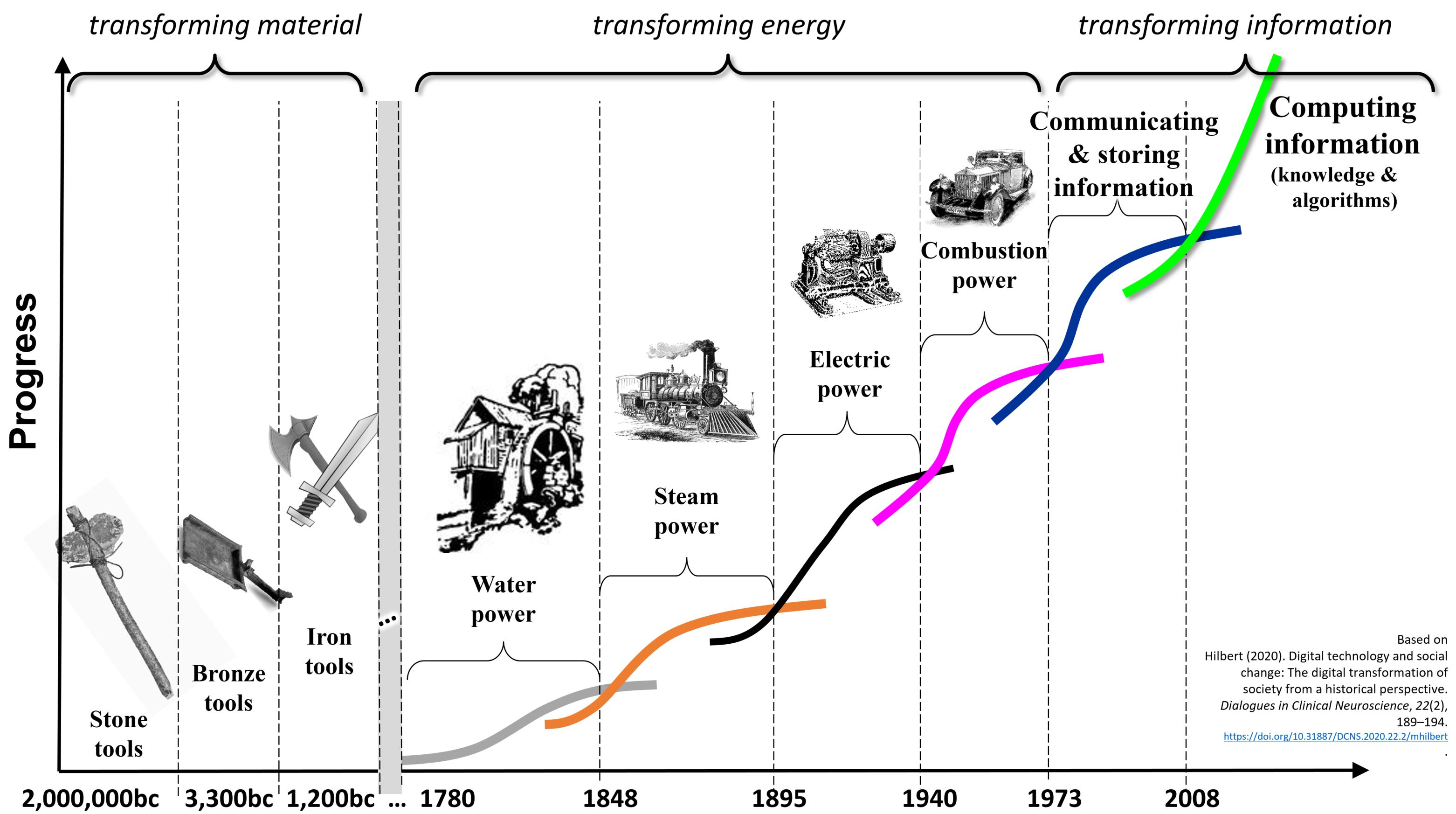
Historische Entwicklungszyklen seit der Steinzeit

Einige behaupten, dass diese Logik noch erweitert werden könne und klassifizieren die Perioden menschlicher Entwicklung nach der dominierenden Allzwecktechnologie beginnend mit der Steinzeit. Einschließlich dieser unterscheiden die Autoren drei verschiedene langfristige Phasen mit jeweils unterschiedlichen langen Wellen. Die erste konzentrierte sich auf die Umwandlung von Material, darunter Stein, Bronze und Eisen. Die zweite, oft als industrielle Revolution bezeichnet, war der Umwandlung von Energie gewidmet, einschließlich Wasser-, Dampf-, Elektro- und Verbrennungskraft. Die jüngste Phase schließlich zielt auf die Informationsverarbeitung  ab. Es begann mit der Verbreitung von Kommunikation und gespeicherten Daten und ist nun in das Zeitalter der Algorithmen eingetreten, das darauf abzielt, automatisierte Prozesse zu schaffen, um die vorhandenen Informationen in verwertbares Wissen umzuwandeln.
Kondratjew veröffentlichte 1926 in der Berliner Zeitschrift Archiv für Sozialwissenschaft und Sozialpolitik seinen Aufsatz Die Langen Wellen der Konjunktur. Hierin stellte er anhand empirischen Materials aus Deutschland, Frankreich, England und den USA fest, dass die kurzen Konjunkturzyklen (siehe auch Schweinezyklus) von langen Konjunkturwellen überlagert werden. Diese 40 bis 60 Jahre dauernden Langen Wellen bestehen aus einer länger andauernden Aufstiegsphase und einer etwas kürzeren Abstiegsphase. Die Talsohle wird durchschnittlich nach 52 Jahren durchschritten.
Kondratjew konnte zu diesem Zeitpunkt zweieinhalb solcher Langen Wellen feststellen, wobei er davon ausging, dass sich die dritte Welle Ende der 1920er Jahre ihrem Ende zuneigen würde, was mit dem Börsenzusammenbruch und der Weltwirtschaftskrise auch eintraf. Ursache für diese Langen Wellen sieht er in Gesetzesmäßigkeiten des Kapitalismus, während neue Techniken nicht Ursachen, sondern Folgen der Langen Wellen seien.
Charakteristika der einzelnen Wellen sind, dass in den Aufschwungsperioden die Jahre mit guter Konjunktur überwiegen und in den Abschwungsphasen – wenn ein Überhang an Rezessionsjahren herrscht – meist wichtige Entdeckungen und Erfindungen gemacht werden, so genannte Basisinnovationen. Diese treten stets dann auf, wenn ein Mangel, beziehungsweise ein durch weitergehende Produktivitätssteigerung nicht mehr zu befriedigender Bedarf, entstanden sei.
Die Errichtung der europäischen Eisenbahnen wurde demnach deshalb entscheidend vorangebracht, weil die bislang vorhandenen Transportmöglichkeiten (Pferdegespanne auf Landstraßen und ähnliches) nicht mehr in der Lage waren, die bereits industriell hergestellten Waren ausreichend auf den Märkten zu verteilen.

### Joseph Schumpeter
Joseph Schumpeter prägte 1939 in seinem Werk über Konjunkturzyklen für diese Langen Konjunkturwellen den Begriff der Kondratjew-Zyklen und stellte heraus, dass die Basis für diese Langen Wellen grundlegende technische Innovationen seien, die zu einer Umwälzung in der Produktion und Organisation führen. Er prägte für diese den Begriff der Basisinnovationen, wobei er offenließ, was zu deren Entstehung und damit zu einem neuen Kondratjew-Zyklus führt. Für ihn war hierbei nicht die Entdeckung einer Basisinnovation ausschlaggebend, sondern deren breiter Einsatz.

### Weitere
In letzter Zeit haben sich u. a. Leo Nefiodow und Erik Händeler sowie international Christopher Freeman und Carlota Pérez mit den Kondratjew-Zyklen beschäftigt. Schwerpunkt ist oft die Herausarbeitung eines aktuellen fünften und eines zukünftigen sechsten Kondratjew. Die „internationale“ Schule besteht hauptsächlich aus Neo-Schumpeterianern, wenn auch nicht alle Neo-Schumpeterianer Zyklentheoretiker sind.
Andrei Korotajew behauptet in einer Arbeit aus dem Jahr 2010, die Anwesenheit von Kondratjew-Wellen im globalen Bruttoinlandsprodukt festgestellt zu haben.
Richard Easterlin verband demografische mit ökonomischen Ursachen. Er erklärte die Geburtenraten durch das relative Einkommen der Elterngeneration im Vergleich zur Großelterngeneration. Je größer dieses relative Einkommen, desto höher die Geburtenraten. Das Einkommen einer Generation hängt wiederum von ihrer Größe ab. Je größer eine Generation, etwa in Folge eines Baby-Booms, desto schwieriger ihre Lage auf dem Arbeitsmarkt, desto niedriger ihr Einkommen im Verhältnis zur vorherigen Generation. Auf das Geburtentief während der Weltwirtschaftskrise folgte nach dieser Easterlin-Hypothese der Baby-Boom bis in die 1960er Jahre – die niedrig besetzten Jahrgänge der 1930er Jahre hatten wegen ihrer Knappheit vergleichsweise günstige Bedingungen auf dem Arbeitsmarkt –, dem dann wieder niedrige Geburtenraten folgten – die Babyboom-Generation machte sich gegenseitig auf dem Arbeitsmarkt Konkurrenz und musste vergleichsweise niedrige Einkommen hinnehmen. Für die 1980er Jahre hatte Easterlin einen neuen Aufschwung erwartet.
Anwar Shaikh ermittelt lange Wellen auf der Grundlage der Bewegung des Preisniveaus in den USA und Großbritannien, wobei das Preisniveau in Preise in Gold umgerechnet wird. Tiefpunkte langer Wellen gab es demnach 1895, Ende der 1930er Jahre, Anfang der 1980er Jahre und schließlich ermittelt Schaikh 2018 als neuen Tiefpunkt.

## Einteilung der ökonomischen Entwicklung in Kondratjew-Zyklen
Über den zeitlichen Ablauf der Kondratjews besteht generell Einigkeit, wenn auch mit einigen Abweichungen.
1. Periode (ca. 1780–1840): Frühmechanisierung; Beginn der Industrialisierung in Deutschland; Dampfmaschinen-Kondratjew. Es gibt Vermutungen, dass es in England schon einen früheren Zyklus gab.
2. Periode (ca. 1840–1890): Zweite industrielle Revolution Eisenbahn-Kondratjew (Bessemerstahl und Dampfschiffe). In Mitteleuropa Gründerzeit genannt.
3. Periode (ca. 1890–1940): Elektrotechnik- und Schwermaschinen-Kondratjew (auch Chemie)
4. Periode (ca. 1940–1990): Einzweck-Automatisierungs-Kondratjew (Basisinnovationen: Integrierter Schaltkreis, Kernenergie, Transistor, Computer und das Automobil)
5. Periode (ab 1990): Informations- und Kommunikations-Technik-Kondratjew (globale wirtschaftliche Entwicklung)[5]

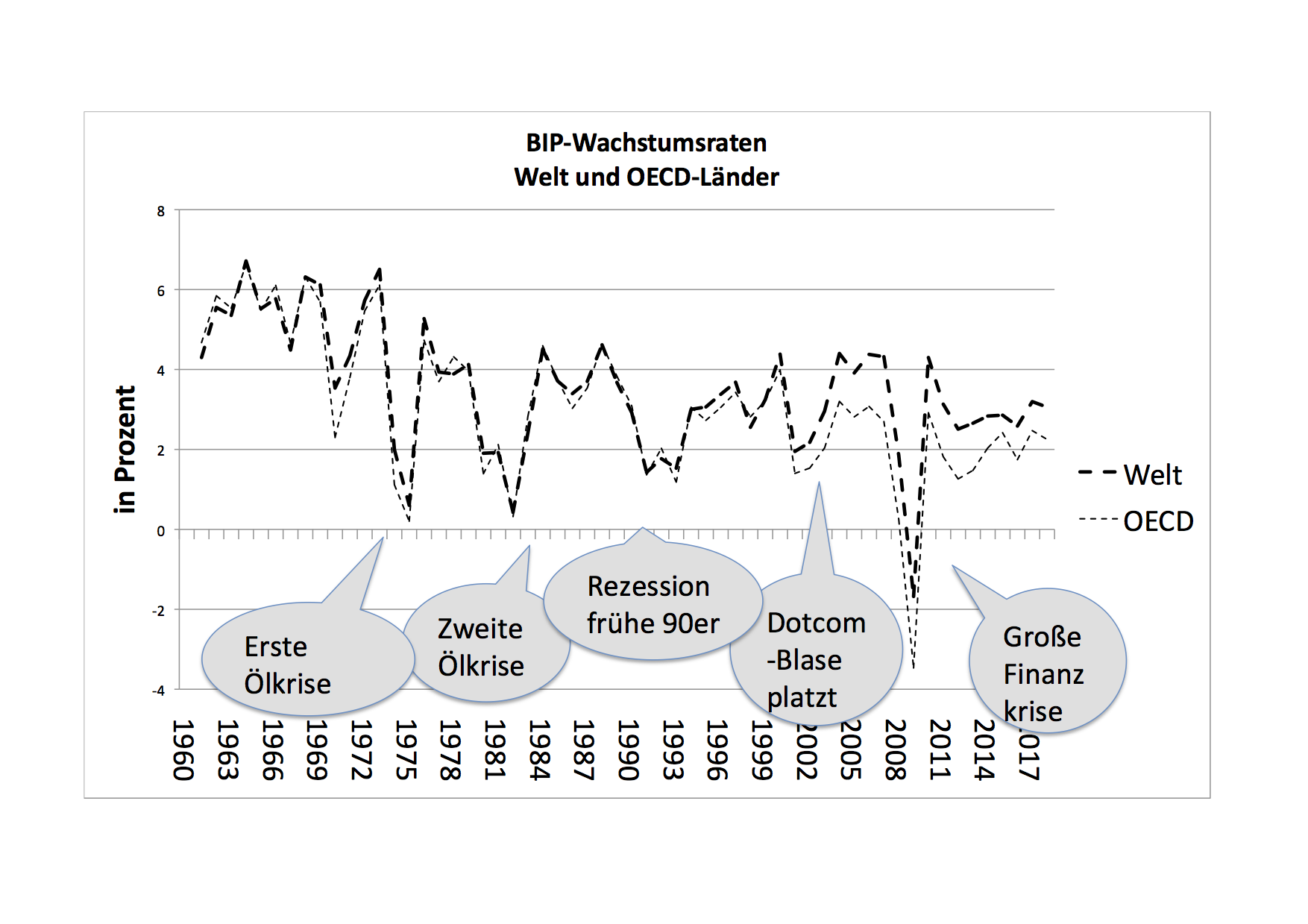
Reales Wachstum der Welt und der OECD-Staaten nach Weltbank-Daten und OECD-Daten.

Seit der vierte Zyklus, das „Wirtschaftswunder“, bis 1990 ausgeklungen ist und die Wachstumsraten kleiner wurden, ist seit 1990 ein Steigen der Wachstumsraten bemerkbar geworden. Das weltweite Wirtschaftswachstum mit Wachstumsraten von 5 % ab 2004 ist damit genauso hoch wie zu Zeiten des Wirtschaftswunders.
Als Technologien, die einen möglichen sechsten Kondratjew-Zyklus dominieren könnten, wurden verschiedene Möglichkeiten ins Spiel gebracht:
- Biotechnologie
- Nanotechnologie
- Robotik bzw. künstliche Intelligenz
- Kernfusionsenergie
- Technologie der Ressourceneffizienz und regenerativen Energien, des Energiesparens, der Energieeffizienz[9][10]
- Psychosoziale Gesundheit und Kompetenz
- Mobiles Internet, Cloud-Computing, Internet der Dinge[11]

Nefiodow vertritt seit 1996 die These, dass die nächste Basisinnovation im Gesundheitsbereich liege. In seinem Buch Der sechste Kondratieff vertritt er die Auffassung, dass die Wettbewerbsfähigkeit der Unternehmen und Volkswirtschaften in Zukunft zunehmend von ihrer Gesundheitskompetenz bestimmt sein wird. Händeler trat der Ansicht bei und modifizierte sie dahingehend, dass produktionshemmende Faktoren wie Burnout und innere Kündigung nicht nur durch medizinische und psychologische Maßnahmen präventiv und therapeutisch eingedämmt werden müssten, sondern durch eine für die Humanressourcen insgesamt schonendere Unternehmenskultur.

## Theorien der Langen Wellen
Seit langer Zeit wird versucht, die Kondratjew-Zyklen mit einer Theorie zu unterlegen. Dies gestaltet sich jedoch äußerst schwierig, weswegen es bisher auch noch nicht möglich war, eine allgemein gültige und zufriedenstellende Theorie zu entwickeln. Einer der Gründe könnte sein, dass sich die wirtschaftlichen Rahmenbedingungen vom ersten bis zum aktuellen fünften Kondratjew zu stark geändert haben.
Es bestehen vier Kriterien, die eine Theorie der Langen Wellen erfüllen muss:
1. Kausalität: letztlich muss immer und ausschließlich die Innovationstätigkeit ausschlaggebend für den wirtschaftlichen Aufschwung sein.
2. Zyklizität: die Theorie muss zeigen, dass es zu Zyklen von 45 bis 60 Jahren kommt.
3. Gesamtwirtschaftliche Auswirkungen: die Auswirkung auf die gesamte Volkswirtschaft geschieht nicht durch einzelne Innovationen, sondern durch die Verknüpfung vieler unterschiedlicher Innovationen über die Grenzen von Wirtschaftssektoren hinweg.
4. Zeitliche Wiederkehr: es muss gezeigt werden, dass sich die Innovationen oder ihre Determinanten zyklisch verhalten.

Exponierte Vertreter der Theorien bezüglich der Langen Wellen sind insbesondere Schumpeter, Freeman und Mensch.

### Schumpeter
Eine frühe Theorie der Langen Wellen lieferte Schumpeter, vor allem in seinem Werk Business Cycles von 1939.
Er geht davon aus, dass Unternehmer immer genügend Investitionen zur Verfügung haben, diese allerdings nicht sofort als Innovation im Wirtschaftssystem durchsetzen. Sie beginnen zu innovieren, wenn sich die Wirtschaft im Gleichgewicht befindet. In dieser Situation nehmen dynamische Pionierunternehmer Kredite bei den Banken auf, um Innovationen zu tätigen. Mit Hilfe des Geldes werben sie Produktionsfaktoren von anderen Unternehmen ab und schaffen es somit, die Invention im Wirtschaftssystem durchzusetzen. In dieser Phase steigt die Nachfrage nach Krediten weiter an, da eine große Zahl an Unternehmern den Pionieren folgen will, was zu einem Anstieg der Zinsen führt. Gleichzeitig steigen auch die Kosten für die Produktionsfaktoren aufgrund der gestiegenen Nachfrage an.
Eine Kalkulation der zukünftigen Gewinne aus Innovationen wird für die Unternehmer immer schwieriger. Aus diesem Grund werden weniger Innovationen durchgeführt und der Aufschwung kommt zum Erliegen.
Der Mangel an neuen Innovationen führt also zum wirtschaftlichen Abschwung, der so lange andauert, bis sich die Wirtschaft wieder in einem neuen Gleichgewicht befindet. Sobald dieses erreicht ist, wird es gemäß Schumpeter wieder Unternehmer geben, die Innovationen tätigen und so zu einem neuen Aufschwung beitragen.

### Mensch
In der Theorie von Gerhard Mensch (1973) wird zwischen Basisinnovationen und Verbesserungsinnovationen unterschieden, wobei Basisinnovationen eine grundlegende Änderung der etablierten Techniken darstellen, Verbesserungsinnovationen lediglich leichte Änderungen und Verbesserungen der Basisinnovationen sind.
Im Gegensatz zu Schumpeters Theorie sieht Mensch den Ursprung eines neuen Kondratjew-Zyklus nicht in der Phase des wirtschaftlichen Gleichgewichts, sondern in der Depression. Hier wollen die Unternehmer die Tristesse dieses Zustandes nicht mehr hinnehmen und führen Basisinnovationen durch. Dadurch kommt es in der Depressionsphase zu einem schubweisen Entstehen von Basisinnovationen, was schließlich zu einer neuen Aufschwungphase führt.
In dieser lassen die Innovationen stetig nach. Der Mangel an Innovationen führt schließlich wieder in eine neue Depression, in der dann wieder ein neuer Aufschwung beginnen kann.

### Freeman
Bei Christopher Freeman (1982) spielen nicht einzelne Basisinnovationen die herausragende Rolle, sondern so genannte Techniksysteme. Eine einzelne Basisinnovation hat gemäß Freeman nicht die Kraft, zu einem kompletten Wirtschaftsaufschwung zu führen. Das Entscheidende ist die Diffusion der Innovationen in die gesamte Wirtschaft und die Verknüpfung der einzelnen Innovationen. Erst dies kann der Wirtschaft zu einem starken Aufschwung verhelfen.

### Schulmeister
Der österreichische Ökonom Stephan Schulmeister entwirft eine politökonomische Theorie langer Zyklen, in denen sich eine „realkapitalistische“ Aufschwungphase und eine „finanzkapitalistische“ Abschwungphase abwechseln. Beide Phasen gehen jeweils einher mit einer bestimmten innerkapitalistischen „Spielanordnung“, d. h. einer Reihe grundlegender ordnungs- und wirtschaftspolitischer Weichenstellungen, die ihrerseits durch eine bestimmte Wirtschaftstheorie legitimiert und empfohlen werden, die ihrerseits von einer Bündniskonstellation der drei großen gesellschaftlichen Interessengruppen Realkapital, Finanzkapital und Arbeit propagiert und durchgesetzt wird.
Die Aufschwungsphase ist charakterisiert durch ein (implizites) Bündnis zwischen Realkapital (Unternehmerverbände) und Arbeit (Gewerkschaften) gegen das Finanzkapital (Finanzindustrie: Banken, Versicherungen, Investmentgesellschaften, Schattenbanken etc.). Es besteht eine realkapitalistische Spielanordnung, in der (Arbeitsplätze und gütermäßigen Wohlstand schaffende) Investitionen in die Realwirtschaft attraktiver sind als spekulative Investitionen in Finanztitel. Die Finanzmärkte dagegen sind strikt reguliert. Diese Konstellation führt zu hohen Wachstumsraten, Vollbeschäftigung und ist verbunden mit allgemein optimistischen Zukunftserwartungen. Die Abschwungphase hingegen ist charakterisiert durch ein Interessenbündnis zwischen Finanzkapital und Realkapital gegen die Arbeit und schafft eine finanzkapitalistische Spielanordnung, in der spekulative Investitionen rentabler erscheinen als produktive Investitionen in Realkapital („Kasinokapitalismus“). Diese Konstellation führt zu sinkenden Wachstumsraten in der Realwirtschaft bei boomenden Finanzmärkten und wachsender Spekulationseuphorie, steigender Arbeitslosigkeit, steigenden Staatsschulden, Finanzkrisen und schließlich zu Deflation und ist charakterisiert durch generell pessimistische Zukunftserwartungen.
So dominierte in der realkapitalistischen Aufschwungphase der Zeit nach dem Zweiten Weltkrieg unter der Ägide eines Bündnisses zwischen Realkapital und Arbeit („Korporatismus“) gegen das Finanzkapital die keynesianische Theorie, die der sozialen Marktwirtschaft die wirtschaftspolitischen Rahmenkonzepte vorgab. Die Spielanordnung war so gestaltet, dass Investitionen in die Realwirtschaft (und damit die Schaffung von Arbeitsplätzen) lohnend erschienen, während die Finanzmärkte strikt reguliert waren und daher kaum Gewinnmöglichkeiten boten: das internationale Währungssystem war durch das Abkommen von Bretton Woods so gestaltet, dass Währungsspekulation nicht möglich war. Aus dem Blickwinkel der volkswirtschaftlichen Gesamtrechnung ist sie charakterisiert durch eine Konstellation, in der (bei netto sparenden privaten Haushalten) der Unternehmenssektor verschuldet ist und der Staatshaushalt relativ neutral bleibt. Diese Spielanordnung führte zu Wirtschaftswunder, hohen Wachstumsraten, Vollbeschäftigung und einem Übermächtigwerden der Arbeit (Gewerkschaften) gegenüber dem Realkapital (Unternehmerverbände) in den 60er Jahren, sodass das Realkapital das Bündnis mit der Arbeit aufkündigte und stattdessen mit dem Finanzkapital gegen die Arbeit paktierte.
Nun wurde wieder die Neoklassik (in Gestalt von Milton Friedmans Monetarismus) zur dominierenden Wirtschaftstheorie, die die Liberalisierung und Deregulierung der Finanz- und Arbeitsmärkte und den generellen Rückzug des Staates aus der Wirtschaft zum Hauptkern ihrer Forderungen machte (Thatcherismus, Reagonomics). Dies führte zu einer Brechung der Macht der Gewerkschaften und zu einer „finanzkapitalistischen“ Spielanordnung ähnlich derjenigen der späten 20er Jahre. Charakteristisch für die finanzkapitalistische Spielanordnung ist, dass Investitionen in Finanzkapital (Spekulation) lohnender erscheinen als Investitionen in die Realwirtschaft. Daher ist für die im Abschwung dominierende finanzkapitalistische Spielanordnung eine Konstellation kennzeichnend, in der (bei netto sparenden Privathaushalten) der Unternehmenssektor ebenfalls Nettosparer ist (und seine Überschüsse nicht in Investitionen in die reale Produktion, sondern in Finanzmarktspekulation anlegt), während der Staat die dem gegenüberstehende gleich hohe Verschuldung übernehmen muss. Versucht in dieser Konstellation der Staat, seine Defizite abzubauen (Schuldenbremse), ohne dass der Unternehmenssektor schon bereit wäre, seine Überschüsse abzubauen bzw. sich für reale Investitionen wieder zu verschulden, führt diese isoliert auf den Staatshaushalt schauende Strategie in eine deflationäre Krise (Sparparadoxon).
Die realkapitalistische Spielanordnung scheitert an ihrem Erfolg, die finanzkapitalistische Spielanordnung scheitert dagegen an ihrem Misserfolg: Die wirtschaftspolitische Konstellation der finanzkapitalistischen Spielanordnung führt zu Finanzkrisen (wie der von 2007 ff.) und einer deflationären Krise, die wiederum zu einer Änderung der Spielanordnung zu einer realkapitalistischen zwingt.
Schulmeister empfiehlt in der gegenwärtigen (2010) Situation, die er als Talsohle des langen Zyklus deutet, einen New Deal für Europa, der – ähnlich dem New Deal F.D. Roosevelts ab 1933 – einen friedlichen Übergang zu einer erneuten realkapitalistischen Spielanordnung ermöglichen und extreme politische Entwicklungen (wie den Aufstieg des Faschismus in den 1930er Jahren) vermeiden helfen soll.

## Kritik an der Theorie der Kondratjew-Zyklen
Von Gegnern der Kondratjew-Zyklen wird vorgebracht, dass die Trennung von Trend (langfristiges Wachstum) und Zyklus (davon abweichende Entwicklungen) bis heute ungelöst sei. Je nach Wahl der Trendkomponente (z. B. durch ein Polynom) würden sich fast beliebige Wellen erzeugen lassen. Diese Problematik zeige sich laut Norbert Reuter bereits daran, dass die populären graphischen Wellen-Darstellungen nie eine Beschriftung der y-Achse aufweisen. Das sei kein Versehen des jeweiligen Autors, sondern der Tatsache geschuldet, dass es keine langen Reihen (z. B. von der Entwicklung des Bruttoinlandsprodukts) gebe, die unmittelbar eine derartige Wellenform aufwiesen.
Einen Beitrag hat die quantitative Wissenschaftsforschung geliefert, die „Konjunkturen“ der Wissenschaft und der technologischen Forschung statistisch mit Hilfe von Entdeckungs-, Publikations- und Patentstatistiken untersucht. Entgegen z. B. den Vermutungen Gerhard Menschs erwiesen sich dabei sowohl wissenschaftliche als auch technologische Aktivitäten als ausgesprochen zyklisch, beschrieben als Abweichungen von exponentiellem Wachstum. Für Kondratjew-Zyklen bzw. „lange Wellen“ entscheidend ist nun aber der Nachweis, dass die Fluktuationen wissenschaftlicher Entdeckungen über einen Zeitraum von 1500 bis 1900 in einem inversen Verhältnis zu den langen Wellen der Wirtschaftsentwicklung standen. Dies würde die historische Existenz langer Wellen bestätigen, impliziert aber noch keine kausale Richtung, denn es ist z. B. möglich, dass die Fluktuationen wissenschaftlicher Errungenschaften einem zyklischen Finanzierungsmuster folgten: Wirtschaftliche Wachstumsphasen ermöglichen mit einer zeitlichen Verzögerung höhere Forschungsausgaben, die wiederum verzögert zu Innovationen führen.
Der Wirtschaftswissenschaftler Rainer Metz sieht in den Jahren 1750 bis 1990 einen stetig ansteigenden Trend in der Häufigkeit von Innovationen, denen jeweils eine Stagnation auf hohem Niveau folge; „Kondratieff-Zyklen“ ließen sich daraus aber nicht ablesen.